# Bełt

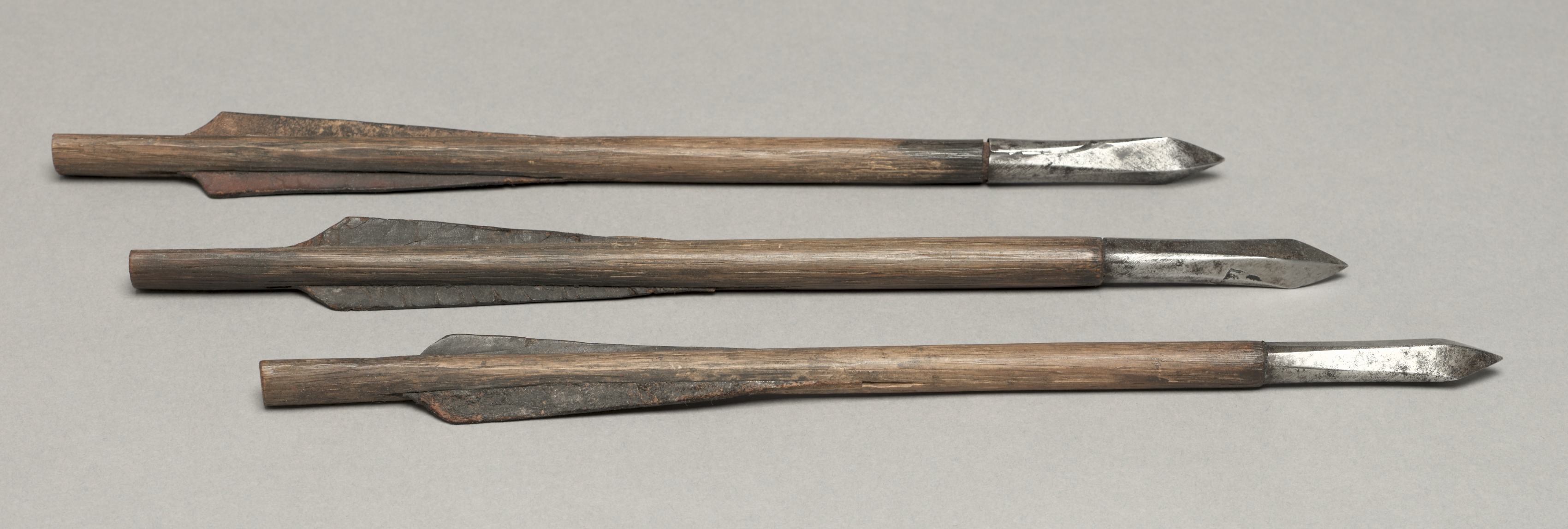
Bełty z XVI-XVII w.

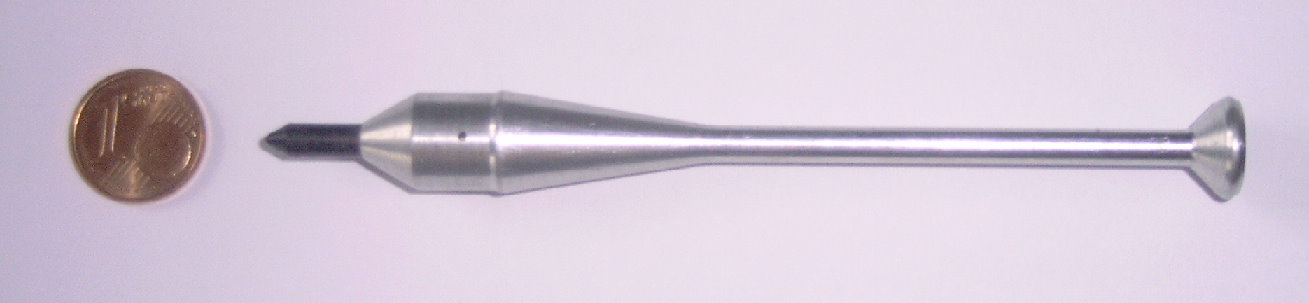
Bełt współczesny

Bełt – pocisk przeznaczony do wystrzeliwania z kuszy. W porównaniu ze strzałą stosowaną w łukach, jest od niej krótszy, cięższy i grubszy.
Podobnie jak w strzale, całość bełtu tworzą: grot, promień i niekiedy lotka. Jego zasięg i prędkość lotu uzależniona jest zarówno od kuszy i jej siły naciągu, jak i od długości oraz masy samego bełtu.
Groty bełtów zwykle miały ostrza graniaste kształtowane w formie ostrosłupów o podstawie kwadratowej; spotykane są też groty rozwidlone. Początkowo osadzano je w trzonie wbijając spodnim kolcem, później nakładano za pomocą tulei. Drewniany trzon bełtu zakończony był dwiema drewnianymi lotkami. Niekiedy owijany pakułami i oblewany smołą, zapalany przed wystrzeleniem, zamieniał bełt w pocisk zapalający.  